# Условия излучения Зоммерфельда
Уравнение Гельмгольца:
{\displaystyle \Delta U+k^{2}U=f}
- имеет не единственное решение в классе (обобщённых) функций, обращающихся в нуль на бесконечности. Чтобы выделить класс единственности решения (из соображений удобства выбрать конкретное решение) в неограниченных областях, необходимо потребовать дополнительных ограничений решения на бесконечности. 
Этими ограничениями и явились условия излучения Зоммерфельда:
{\displaystyle u(x)=O\left({\frac {1}{|x|}}\right),\quad {\frac {\partial u(x)}{\partial |x|}}-iku(x)=o\left({\frac {1}{|x|}}\right),\quad |x|\to \infty \qquad \left(1\right)}
или
{\displaystyle u(x)=O\left({\frac {1}{|x|}}\right),\quad {\frac {\partial u(x)}{\partial |x|}}+iku(x)=o\left({\frac {1}{|x|}}\right),\quad |x|\to \infty \qquad \left({\overline {1}}\right)}.
Условия излучения {\displaystyle \left(1\right)} отвечают уходящим на бесконечность волнам, а условия {\displaystyle \left({\overline {1}}\right)} волнам приходящим из бесконечности. Для гармонических функций {\displaystyle \left(k=0\right)} условия излучения вытекают из единственного требования: {\displaystyle u\left(\infty \right)=0}. Также можно показать, что при {\displaystyle k>0} всякое решение однородного уравнения Гельмгольца, удовлетворяющее второму из условий {\displaystyle \left(1\right)} или {\displaystyle \left({\overline {1}}\right)}, удовлетворяет и первому условию: {\displaystyle u(x)=O\left({\frac {1}{|x|}}\right)}